# Anastazy Radoński
Anastazy (Anatol) Radoński herbu Łada – podwojewodzi chęciński, wojski opoczyński w latach 1772–1793.
Był komisarzem Sejmu Czteroletniego z powiatu opoczyńskiego województwa sandomierskiego do szacowania intrat dóbr ziemskich w 1789 roku. W 1790 roku był członkiem Komisji Porządkowej Cywilno-Wojskowej województwa sandomierskiego dla powiatów opoczyńskiego i chęcińskiego.